# Juan Diego

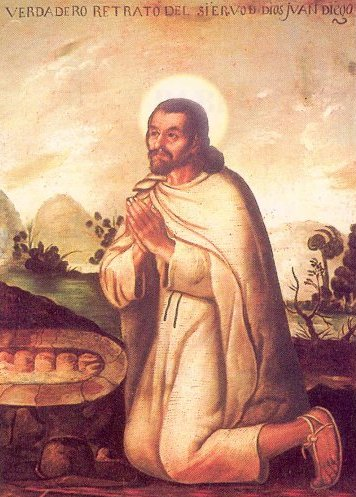
Juan Diego (mal. Miguel Cabrera).

Juan Diego Cuauhtlatoatzin, pol. Jan Dydak nah. Mówiący orzeł lub Ten, kto mówi jak orzeł (ur. ok. 1474 w Tlayacac w Cuautitlán, Królestwo Texcoco, zm. 30 maja 1548 w Tenochtitlán, obecnie m. Meksyk) – aztecki wizjoner i święty Kościoła katolickiego.

## Życiorys
Juan Diego urodził się w indiańskiej wiosce Tlayacac (na terenie dzisiejszego Cuautitlán w stanie Meksyk). Był człowiekiem świeckim i ojcem rodziny. Został ochrzczony przez pierwszych misjonarzy franciszkańskich, prawdopodobnie w 1524 roku. W 1529 roku zmarła jego żona Maria Lucia.

## Objawienie Matki Bożej z Guadalupe
9 grudnia 1531 roku, kiedy św. Juan Diego szedł do Tlatelolco na poranną mszę św. na wzgórzu Tepeyac, miał on ujrzeć piękną kobietę, która przedstawiła mu się jako: Matka Boża z Guadalupe – Święta Maryja zawsze Dziewica, Matka prawdziwego Boga. Objawienia trwały kilka dni – do 12 grudnia 1531 roku, kiedy to zgodnie z przekazami miał zdarzyć się cud – na ponczu św. Juana Diego, w którym niósł róże (róże cudownie urosły na kamienistym, pokrytym lodem wzgórzu), powstał w sposób cudowny obraz Matki Bożej, jako znak dla biskupa Zumárragi.
Po tym wydarzeniu zbudowano mały kościół, który stał się celem licznych pielgrzymek Indian, Metysów i Hiszpanów. Szczególną czcią pielgrzymi otaczali cudowny obraz Matki Bożej z Guadalupe. Jest to najstarsze objawienie maryjne oficjalnie uznane przez Kościół katolicki. Bazylika Najświętszej Maryi Panny z Guadalupe w Meksyku jest największym sanktuarium katolickim – rocznie przybywa tu 12 milionów pielgrzymów.

## Kult
Kult św. Juana Diego zaczął się szerzyć w Meksyku zaraz po jego śmierci. Jednym ze świadectw tego kultu jest świątynia, którą wzniesiono w Cuautitlán, miejscu urodzenia św. Juana Diego, a którą poświęcono Matce Bożej.
Wspomnienie liturgiczne obchodzone jest 9 grudnia, w dzień pierwszego objawienia Matki Bożej z Guadalupe.

## Beatyfikacja i kanonizacja
6 maja 1990 roku papież Jan Paweł II beatyfikował go, podczas uroczystej mszy w bazylice Najświętszej Maryi Panny z Guadalupe w Meksyku. Podczas kolejnej podróży do Meksyku, papież ogłosił go świętym. Kanonizacja miała miejsce 31 lipca 2002 w Guadalupe.